# Жива Етика
Жива Етика (на руски: Живая Этика; на немски: Lebendige Ethik; на френски: Éthique де Vie) или още Агни Йога (сливане с божествения огън) е синкретично философско и етично учение, което обхваща всички страни на битието – от космологични проблеми до ежедневния човешки живот. Това учение се основава на книгите, написани от Елена и Николай Рьорих през първата половина на 20 век в сътрудничество с Учителите на Изтока, като Махатма Мория.

## Оригинални издания от книгите за Живата Етика
1. „Листи от градината на Мория. (Зов)“ Париж, 1923
2. „Листи от градината на Мория. (Озарение)“ Париж, 1924
3. „Община“ Урга, (Улан-Батор), 1926
4. „Агни-Йога“ Париж, 1929
5. „Безпределност том I“, Париж, 1933
6. „Безпределност том II“, Париж, 1934
7. „Йерархия“ Париж, 1931
8. „Сърце“ Париж, 1932
9. „Огнен свят том I“ Париж, 1933
10. „Огнен свят том II“ Рига, 1934
11. „Огнен свят том III“ Рига, 1935
12. „АУМ“ Рига, 1936
13. „Братство“ Рига, 1937
14. „Надземното I“, 1938
15. „Надземното II"“
16. „Надземното III“
17. „Надземното IV“

### Съществуват и допълнения към Учението на Живата Етика
- „Ханум Искандер. Чашата на Изтока. Писмата на Махатмите“. Алатас: Нью-Йорк – Париж – Рига – Харбин, 1925.
- „Основи на будизма“, Урга, 1926; Рига, 1940.
- „Криптограми на Изтока“ Париж, 1929.
- „Знамето на Преподобния Сергий Радонежки“ Алтаир: Рига, 1934.
- „Писма на Е.Рьорих. Том I“. Рига: Угунс, 1940
- „Писма на Е.Рьорих. Том II“. Рига: Угунс, 1940
- „Речник Агни Йога“
- Wishes to the Leader
- „Аспекти на Агни Йога“
- „На прага на Новия свят“

До 2004г. всички книги от Учението на Живата Етика са преведени и издадени на български език от Мария и Лъчезар Караиванови.
От 2013г. започва нов превод и издаване на книгите на Учението на Живата Етика от издателство "Агни Йога - България" със седалище гр. Враца, с преводачи Лилия Сивчева и Аурелио Тошевски. 
Преводът е от оригиналните издания на книгите на Учението, посочени в списъка по-горе с годината и мястото на тяхното първо издаване. Преводът на книгата "Община" е по изданитето Община - Рига, 1936.
1. „Листа от градината на Мория. Зов“, Враца, 2013
2. „Листи от градината на Мория. Озарение“, Враца, 2013
3. „Община“,  Враца, 2013
4. „Агни-Йога“, Враца, 2014
5. „Безпределност част I“, Враца, 2015
6. „Безпределност част II“, Враца, 2015,
7. „Йерархия“, Враца, 2016,
8. „Сърце“, Враца, 2017
9. „Огнен свят  част 1“, Враца, 2018
10. „Огнен свят част 2“, Враца, 2019
11. "Огнен Свят част 3", Враца, 2020
12. "АУМ", Враца, 2021
13. "Братство", Враца, 2021

Предстои издаването на останалите книги от Учението  - "Надземното".

## Жива Етика – философия на космическата реалност
Людмила Шапошникова определя Жива Етика като „философия на космическата реалност“, свързана с философското течение на руския космизъм и философията на руския Сребърен век. Предходници и съвременници на Живата Етика, в чиито трудове се съдържат елементи, съзвучни с това учение, са учени и философи като Николай Фьодоров, Константин Циолковски, Владимир Вернадски, Александър Чижевски, Павел Флоренски, Пиер Теяр дьо Шарден, Николай Бердяев, Иван Илин, Виктор Скумин и др.

### Конференции
- Международна научна публична конференция „Живата етика и наука“, Москва, 2007
- Международна научна публична конференция „Резюме на космическия свят – новия манталитет на ХХI век“, Москва, 2003

### Видео
- Agni Yoga //   youtube.com. Посетен на 2 February 2022. (на английски)